# 웨이브랜

칩셋 및 장치의 역사

웨이브랜(WaveLAN)은 NCR, AT&T, 루슨트 테크놀로지스, 아제르 시스템즈가 판매하고 OEM 계약에 따라 다른 회사에서도 판매된 무선망 기술 제품군의 브랜드 이름이었다. 웨이브랜이라는 이름은 1990년에 시장에 첫 선을 보였고 2000년 아제르 시스템즈가 자사 제품을 ORiNOCO로 이름을 변경할 때까지 사용되었다. 웨이브랜은 IEEE 802.11 워킹 그룹의 형성과 그 결과로 와이파이가 탄생하는 중요한 토대를 마련했다.
웨이브랜은 두 가지 다른 무선 기술 제품군에 사용되었다.
- 프리-IEEE 802.11 웨이브랜 (클래식 웨이브랜이라고도 함)
- IEEE 802.11 호환 웨이브랜 (웨이브랜 IEEE 및 ORiNOCO라고도 함)

## 역사
웨이브랜은 원래 1986-7년에 NCR 코퍼레이션의 자회사인 네덜란드 위트레흐트주 니우에헤인에 위치한 NCR 시스템즈 엔지니어링(나중에 WCND(무선 통신 및 네트워킹 부서)로 이름 변경)에서 설계되었으며, 이더넷 및 토큰링의 무선 대안으로 1990년 시장에 출시되었다. 그 이듬해 NCR은 웨이브랜 디자인을 IEEE 802 LAN/MAN 표준 위원회에 기여했다. 이로 인해 원래의 IEEE 802.11 표준을 만들어냈고, 이는 결국 와이파이 인증 마크의 기반이 된 802.11 무선 LAN 워킹 위원회가 설립되었다. 1991년 NCR이 AT&T에 인수되어 AT&T GIS(글로벌 정보 솔루션) 사업부로 바뀌었을 때 제품명은 유지되었으며, 2년 후 제품이 AT&T GBCS(글로벌 비즈니스 통신 시스템) 사업부로 이전되었을 때도 마찬가지였다. 그리고 1995년 AT&T가 GBCS 사업부를 루슨트로 분사했을 때도 마찬가지였다. 이 기술은 엡손, 히타치, NEC의 OEM 계약 하에 웨이브랜으로 판매되었고, DEC에서는 RoamAbout DS로 판매되었다. 이 제품은 에어로넷의 비-802.11 ARLAN 라인업과 직접적으로 경쟁했는데, 이 라인업은 유사한 속도, 주파수 범위 및 하드웨어를 제공했다.
몇몇 회사들은 또한 C-Spec OverLAN, KarlNet KarlBridge, Persoft Intersect Remote Bridge, Solectek AIRLAN/Bridge Plus와 같은 웨이브랜 ISA 및 PC 카드를 기반으로 하는 무선 브리지 및 라우터를 판매했다. 루슨트의 WavePoint II 액세스 포인트는 클래식 웨이브랜 PC 카드와 웨이브랜 IEEE 카드 모두를 수용할 수 있었다. 또한 애플 뉴턴 및 매킨토시를 위한 Digital Ocean의 Grouper, Manta, Starfish 제품; Solectek의 915 MHz 웨이브랜 병렬 포트 어댑터; Microplex의 M204 웨이브랜 호환 무선 프린트 서버; NEC 버스용 NEC의 일본 시장 전용 C&C-Net 2.4 GHz 어댑터; 도시바 버스용 도시바의 일본 시장 전용 WaveCOM 2.4 GHz 어댑터; 텍로직스의 웨이브랜 호환 펜 기반 및 노트북 터미널과 같이 틈새 시장을 공략하기 위한 여러 호환 타사 제품도 있었다.
이 기간 동안 네트워킹 전문가들은 넷웨어 3.x 및 4.x가 웨이브랜 카드를 지원하고 IP/IPX RIP 및 OSPF 라우팅 프로토콜을 지원하는 다중 프로토콜 라우터 모듈과 함께 제공되므로, 웨이브랜 액세스 포인트를 사용하여 무선 브리지 네트워크를 구축하는 비용의 일부로 넷웨어 서버와 웨이브랜 카드를 사용하여 무선 라우팅 네트워크를 구축할 수 있음을 깨달았다. 당시 많은 넷웨어 강의와 교과서에는 2인 라이선스가 있는 넷웨어 OS CD가 포함되어 있었으므로, 잠재적으로 유일한 비용은 하드웨어에서 발생했다.
802.11 프로토콜이 비준되자 루슨트는 웨이브랜 IEEE라는 이름으로 이 새로운 표준을 지원하는 칩셋과 PC 카드를 생산하기 시작했다. 웨이브랜은 원래 무선 이더넷 호환성 협회(WECA)라고 불렸던 와이파이 얼라이언스에 의해 인증된 최초의 제품 중 하나였다. 얼마 후 루슨트는 웨이브랜 칩셋도 생산하는 반도체 사업부를 아제르 시스템즈로 분사했다. 2002년 6월 17일 프록심은 ORiNOCO 상표를 포함한 IEEE 802.11 LAN 장비 사업을 아제르 시스템즈로부터 인수했다. 프록심은 나중에 아테로스 칩셋 기반 제품을 포함하여 전체 802.11 무선 네트워킹 라인업을 ORiNOCO로 변경했다.

## 사양
클래식 웨이브랜은 900MHz 또는 2.4GHz ISM 대역에서 작동한다. 독점적인 프리-802.11 프로토콜이므로 802.11 표준과 완전히 호환되지 않는다. 1997년 11월 18일 IEEE 802.11 표준이 발표된 직후 웨이브랜 IEEE가 시장에 출시되었다.

### 하드웨어
프리-802.11 표준 웨이브랜 카드는 인텔 EtherExpress 16 및 3COM 3C523과 같이 당시 널리 사용되었으며 많은 ISA 및 MCA 이더넷 카드에서 발견되었던 인텔 82586 이더넷 PHY 컨트롤러를 기반으로 했다. 웨이브랜 IEEE ISA, MCA 및 PCMCIA 카드는 802.11 프로토콜 지원을 위해 특별히 설계된 MAC(미디어 액세스 컨트롤러), HERMES를 사용했다. 무선 모뎀 부분은 OS에서 숨겨져 있었고, 따라서 웨이브랜 카드는 일반적인 이더넷 카드처럼 보였고, 무선 관련 기능은 배경에서 처리되었다.
900MHz 모델과 초기 2.4GHz 모델은 하나의 고정 주파수에서 작동했지만, 후기 2.4GHz 카드와 일부 2.4GHz WavePoint 액세스 포인트는 2.412GHz에서 2.484GHz에 이르는 10개 채널에서 작동할 수 있는 하드웨어 용량을 가지고 있었고, 사용 가능한 채널은 지역별 펌웨어에 따라 결정되었다.

### 보안
보안을 위해 웨이브랜은 16비트 NWID(NetWork ID) 필드를 사용하여 65,536가지의 잠재적 조합을 제공했다. 장치의 무선 부분은 다른 NWID로 태그된 무선 트래픽을 수신할 수 있었지만, 컨트롤러는 해당 트래픽을 폐기했다. DES 암호화(56비트)는 일부 ISA 및 MCA 카드와 모든 WavePoint 액세스 포인트에서 선택 사항이었다. 전체 길이 ISA 및 MCA 카드에는 암호화 칩용 소켓이 있었고, 절반 길이 915MHz ISA 카드에는 납땜 패드가 있었지만 소켓은 추가되지 않았으며, 2.4GHz 절반 길이 ISA 카드에는 칩이 보드에 직접 납땜되어 있었다.
IEEE 802.11 표준의 목표는 64비트 및 128비트 데이터 암호화 기술을 사용하여 기존 유선 네트워크와 유사한 데이터 기밀성을 제공하는 것이었다. 이 첫 번째 구현을 "Wired Equivalent Privacy"(WEP)라고 불렀다.
웨이브랜 및 초기 802.11 호환 장치 보안 전략에는 단점이 있다.
- 초기 IEEE 802.11 보안 WEP 구현은 공격에 취약한 것으로 나타났다.

이 문제는 표준에서 WEP를 대체한 802.11i Wi-Fi 보호 액세스(WPA)로 해결되었다.

### 공식 사양
| 영역               | 종류   | 주파수 수 | 주파수                                                                          | 변조 기술  | 출력 전력 | 최대 데이터 속도 | 매체 접근 제어 | 보안                                    |
| ------------------ | ------ | --------- | ------------------------------------------------------------------------------- | ---------- | --------- | ---------------- | -------------- | --------------------------------------- |
| 미국 및 캐나다     | 900MHz | 1         | 915MHz                                                                          | DSSS/DQPSK | 250 mW    | 2 Mbit/s         | CSMA/CA        | 16비트 네트워크 ID 및 선택적 DES 암호화 |
| 전 세계            | 2.4GHz | 6         | 2.412GHz, 2.422GHz, 2.432GHz, 2.442GHz, 2.452GHz, 2.462GHz                      | DSSS/DQPSK | 32mW      | 2 Mbit/s         | CSMA/CA        | 16비트 네트워크 ID 및 선택적 DES 암호화 |
| 유럽 (프랑스 제외) | 2.4GHz | 8         | 2.422GHz, 2.425GHz, 2.4305GHz, 2.432GHz, 2.442GHz, 2.452GHz, 2.460GHz, 2.462GHz | DSSS/DQPSK | 32mW      | 2 Mbit/s         | CSMA/CA        | 16비트 네트워크 ID 및 선택적 DES 암호화 |
| 프랑스             | 2.4GHz | 2         | 2.460GHz 및 2.462GHz                                                            | DSSS/DQPSK | 32mW      | 2 Mbit/s         | CSMA/CA        | 16비트 네트워크 ID 및 선택적 DES 암호화 |
| 호주               | 2.4GHz | 4         | 2.422GHz, 2.425GHz, 2.432GHz, 2.442GHz                                          | DSSS/DQPSK | 32mW      | 2 Mbit/s         | CSMA/CA        | 16비트 네트워크 ID 및 선택적 DES 암호화 |
| 일본               | 2.4GHz | 1         | 2.484GHz                                                                        | DSSS/DQPSK | 32mW      | 2 Mbit/s         | CSMA/CA        | 16비트 네트워크 ID 및 선택적 DES 암호화 |

## 지원

### 공식 출시 드라이버
- 윈도우 3.11, 95, 및 NT 3.5/4.0
  - 윈도우 3.11, 윈도우 95, 및 98은 ISA 및 MCA 카드를 기본으로 지원했지만 구성 또는 링크 진단 유틸리티는 제공하지 않았다.[14][15]
  - 윈도우 NT 3.51은 웨이브랜 카드를 기본으로 지원하지 않았지만, 마이크로소프트의 윈도우 NT 드라이버 라이브러리에서 추가 드라이버를 사용할 수 있었다.[16]
- OS/2 NDIS 및 넷웨어 리퀘스터
- LAN Manager/IBM LAN 서버
- Artisoft LANtastic
- PC-TCP for DOS
- 넷웨어 라이트, 넷웨어 2, 3, 및 4. 넷웨어 4.11부터 5.x까지는 ISA 및 MCA 카드를 기본으로 지원했지만 구성 또는 링크 진단 유틸리티는 제공하지 않았다.
- ODI/VLM 넷웨어 클라이언트 for DOS. DOS 드라이버는 구성 및 링크 진단 유틸리티와 함께 제공되었다.
- SCO 유닉스 버전 1.00.00.00
- 유닉스웨어 버전 1.1
- NCR의 문서에 따르면 Banyan Vines 5.05용 드라이버는 Banyan의 BBS에서 구할 수 있었지만, 실제로 구현되었는지는 불분명하다.[17]

### 자원 개발 드라이버
리눅스는 2.0.37 커널부터 ISA 클래식 웨이브랜 카드를 지원했으며, PC 카드 클래식 웨이브랜 카드에 대한 전체 지원은 나중에 추가되었다. MCA 클래식 웨이브랜 카드 지원 상태는 알려져 있지 않다.
FreeBSD 버전 2.2.1-up 및 Mach4 커널은 몇 년 동안 ISA 클래식 웨이브랜 카드를 기본으로 지원해 왔다. OpenBSD 및 NetBSD는 어떤 클래식 웨이브랜 카드도 기본으로 지원하지 않는다.
NdisWrapper 및 Project Evil과 같은 여러 오픈 소스 프로젝트가 현재 존재하며, "래퍼"를 통해 NDIS 드라이버를 사용할 수 있도록 한다. 이를 통해 비윈도우 OS는 윈도우 플랫폼용으로 작성된 드라이버의 거의 보편적인 특성을 활용하여 리눅스, FreeBSD, ZETA와 같은 다른 운영 체제에 이점을 제공할 수 있다.

## 예시

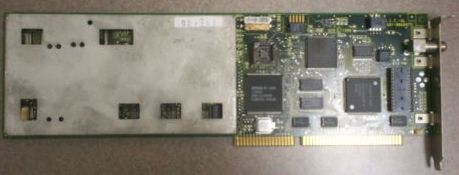
전체 크기 NCR ISA 웨이브랜 915 MHz 카드

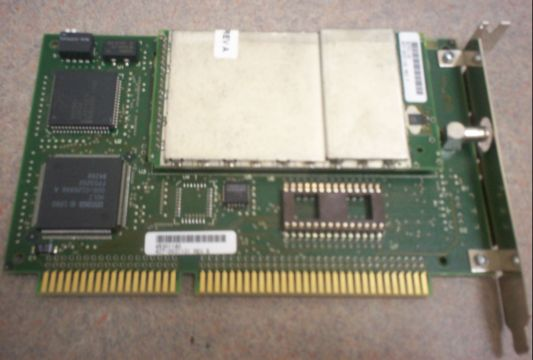
절반 크기 AT&T 웨이브랜 915 MHz 카드

클래식 웨이브랜 기술은 MCA, ISA/EISA 및 PCMCIA 인터페이스에서 사용할 수 있었다.

### 915MHz
- 풀-길이 ISA 카드
  - F 커넥터
  - RG-59/U 안테나 케이블
  - NCR 008-0126998 HOLI (HOst Lan Interface) 칩
  - NCR 008-0126999 이카루스 또는 NCR 008-0127211 다이달로스 칩
  - 인텔 N82586 PHY 컨트롤러 칩
  - IRQ, 부트 ROM 및 부트 ROM 기본 주소는 카드 상단의 4위치 DIP 스위치 블록으로 구성됨
  - NCR 부품 번호 601-0068991
  - AT&T 부품 번호 3399-F170
- 하프-길이 ISA 카드
  - SMB 커넥터
  - NCR 008-0126998 HOLI 칩
  - 인텔 N82586 PHY 컨트롤러 칩
  - IRQ, 부트 ROM 및 부트 ROM 기본 주소는 카드 상단의 4위치 DIP 스위치 블록으로 구성됨
  - AT&T 부품 번호 3399-K602.
- 풀-길이 MCA 카드
  - F 커넥터
  - NCR 008-0127216 HOLI 칩
  - NCR 008-0126999 이카루스 칩
  - NCR 8-127000A 소켓형 DES 암호화 칩
  - 인텔 N82586 PHY 컨트롤러 칩
  - MCA ID 번호 6A14.[24]
- PC 카드
  - 대형 EAM(외부 안테나 모듈)
  - 인텔 i82593 PHY 컨트롤러 칩
  - AT&T 부품 번호 3399-K080
  - 컴팩/DEC 로마어바웃 부품 번호: DEINA-AA.

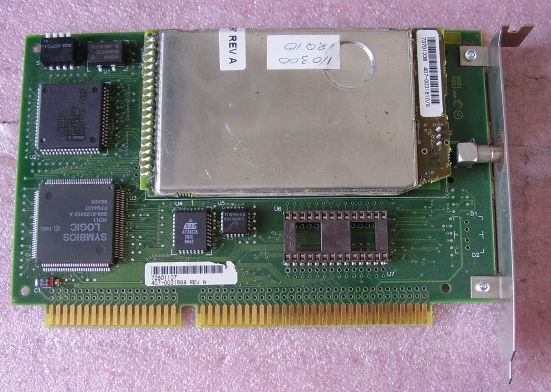
절반 크기 AT&T 웨이브랜 2.4 GHz 카드

### 2.4GHz
- 풀-길이 ISA 카드
  - 고정 주파수
  - IRQ, 부트 ROM 및 부트 ROM 기본 주소는 카드 상단의 4위치 DIP 스위치 블록으로 구성됨
- 하프-길이 ISA 카드
  - SMB 커넥터
  - 선택 가능 주파수
  - 심비오스 로직 008-0126998 HOLI 칩
  - 인텔 N82586 PHY 컨트롤러 칩
  - IRQ, 부트 ROM 및 부트 ROM 기본 주소는 카드 상단의 4위치 DIP 스위치 블록으로 구성됨
  - AT&T 부품 번호 3399-K635.
- 풀-길이 MCA 카드
  - SMB 커넥터
  - NCR 008-0127216 HOLI 칩
  - NCR 008-0127211 다이달로스 칩
  - NCR 8-127000A 소켓형 DES 암호화 칩
  - 인텔 N82586 PHY 컨트롤러 칩
  - AT&T 부품 번호 3399-K066
  - MCA ID 번호 6A14.
- PC 카드 - 2.4GHz, 선택 가능 주파수, 대형 EAM(외부 안테나 모듈).
  - 인텔 N82593 PHY 컨트롤러 칩
  - AT&T 부품 번호: AT&T 3399-K624.
  - 루슨트 부품 번호: LUC 3399-K644.
  - 컴팩/DEC 로마어바웃 부품 번호: DEIRB-xx.

### 옵션
- DES 암호화 칩. 부품 번호 3399-K972.
- 부트 ROM 칩. 부품 번호 3399-K973.

## 참고 문헌
- NCR WaveLAN PC-AT 설치 및 작동 매뉴얼, 부품 번호 ST-2119-09, 개정 번호 008-0127167 Rev. B, 저작권 1990, 1991 NCR Corporation.